# Sankt Nikolai kapell, Kavouropetra
Sankt Nikolai kapell är ett grekiskt-ortodoxt kapell beläget på en kulle i Kavouropetra, på ön Egina strax utanför staden Aten, i Grekland.
Kapellet är helgat åt helgonet Sankt Nikolaus.

## Historik
Det finns ingen information om när kapellet byggdes, men det finns bilder bevarade på det från 1930-talet.

## Kapellet
Kapellet är korsformat.